# The Secret River
The Secret River è una miniserie televisiva australiana trasmessa dalla ABC nel giugno 2015. L'opera è basata sull'omonimo romanzo scritto da Kate Grenville.

## Trama
La miniserie segue la vita di una giovane coppia, William e Sal Thornhill, che vengono trasferiti nella colonia penale del Nuovo Galles del Sud nel 1805. Viene descritta, così, la vita dei colonizzatori dell'Australia e il crescente conflitto tra questi e i nativi.